# Annona parviflora
Annona parviflora este o specie de plante angiosperme din genul Annona, familia Annonaceae. A fost descrisă pentru prima dată de A. St.-hil., și a primit numele actual de la H. Rainer. Conform Catalogue of Life specia Annona parviflora nu are subspecii cunoscute.